# Farciennes
Farciennes (wa. Fårcene) – miejscowość i gmina w Belgii, w Regionie Walońskim, w prowincji Hainaut, w okręgu Charleroi. 1 stycznia 2024 r. liczyła 11 394 mieszkańców.

## Podział administracyjny
W skład gminy wchodzi jedna dzielnica (section):
- Pironchamps

## Współpraca
Miejscowość partnerska:
- Beaucaire, Francja